# Massacre de Las Tinajas
Le massacre de Las Tinajas est survenu le 27 mars 2022 lorsque 19 personnes ont été tuées lors d'une fusillade à Las Tinajas, dans la municipalité de Zinapécuaro, Michoacán, au Mexique.

## Contexte
La guerre contre la drogue au Mexique est un conflit de faible intensité qui a débuté en 2006. Le Michoacán, situé dans l'ouest du Mexique, est durement touché par le conflit. Plusieurs massacres s'y sont produits, dont une fusillade de masse survenue le 27 février 2022 à San José de Gracia (en).

## Massacre
Dans la soirée du 27 mars 2022, des hommes armés sont entrés dans une fosse illégale de combat de coqs  et ont abattu 16 hommes et trois femmes. Plusieurs autres personnes ont été blessées,.